# Barbara Topsøe-Rothenborg
Barbara Topsøe-Rothenborg (født 29. august 1979 i København) er en dansk skuespiller og instruktør.
Hun er nok mest kendt som barneskuespiller, hvor hun som 6-årig havde titelrollen i tv-serien Nana og hendes roller som Krummes kæreste i Krummerne-film fra starten af 1990'erne. Efterfølgende var hun blandt andet vært på TV 2-programmet Puls.
Hun har arbejdet som assistant director på forskellige tv-produktioner i USA. Herudover har hun instrueret 8 spillefilm: Regner Grastens amerikanske udgave af Kærlighed ved første hik – The first time, Krummerne Alt På Spil, En-To-Tre Nu, Madklubben, Kærlighed for Voksne, Bytte Bytte Baby og Bytte Bytte Barn. I 2025 er hun i optagelser på Netflix filmen Den Hemmelige Kvinde, baseret på bestseller bogen af samme navn. Derudover har Barbara instrueret TV serier som Hvide Sande (sæson 1) og Perfekte Steder. Hun konceptuerede også Sjit Happens og castede selv rollerne.

## Filmografi
Den Hemmelige Kvinde - instruktør og forfatter
Bytte Bytte Barn - instruktør og forfatter
Bytte Bytte Baby - instruktør og forfatter
Kærlighed for Voksne - instruktør
Madklubben - instruktør og forfatter
En-To-Tre NU - instruktør
Krummerne - Alt på Spil - instruktør
Sjit Happens - konceptuerende instruktør og caster 
The First Time - instruktør
- Fuglekrigen i Kanøfleskoven - Olivia som stor, stemme (1990)
- Krummerne - Yrsa (1991)
- Krummerne 2 - Stakkels Krumme - Yrsa (1992)
- Viktor og Viktoria - Las, kogletrold (1993)
- Aberne og det hemmelige våben - Maja, stemme (1995)
- Juliane - Josephines datter (2000)

### Tv-serier
- Nana - Nana (1987)